# Roussel R.30
Die Roussel R.30 war ein französischer Jagdbomber aus dem Jahre 1938. Von dem Muster wurde nur ein Prototyp-Exemplar hergestellt.

## Geschichte
Der gleichnamige Konstrukteur der Roussel R.30 war der Bruder des Ingenieurs, der den Typ Bloch MB.150 entworfen hatte. Die R.30 orientierte sich sehr stark an der Bloch. Roussels Grundidee bestand darin, die Maße und das Gewicht der MB.150 so weit wie nur möglich zu minimieren. Am Ende hatte Roussels Konstruktion tatsächlich eine Leermasse von nur etwa der Hälfte der Leermasse der Serienversion der MB.150. Daher konnte die R.30 – obwohl von einem gegenüber dem 940 bis 1030 PS leistenden Motor der Bloch MB.150 lediglich 690 PS starken Gnôme-Rhône-14M7-Sternmotor angetrieben – bei den ersten Testflügen im April 1939 eine Höchstgeschwindigkeit erreichen, die mit 520 km/h knapp 90 km/h über derjenigen der MB.150 lag. Die Bewaffnung der R.30 bestand zunächst aus zwei 20-mm-Kanonen Hispano-Suiza HS.404. Zudem konnte das Flugzeug eine 250-kg-Bombe unter dem Rumpf mitführen.
Die Armée de l’air zeigte an dem Typ Interesse und ab Herbst 1939 wurde er im CEMA umfangreichen Tests unterzogen, wobei zufriedenstellende Ergebnisse erzielt wurden. Als Modifikation wurde das Auswechseln der 20-mm-Kanonen gegen den Typ Oerlikon AS gewünscht, was im Mai 1940 durchgeführt wurde. Zudem wurde der Prototyp auf eine 110 PS stärkere Version des Gnome-Rhône 14M umgerüstet. Die weiteren Entwicklungsarbeiten und eine eventuelle Serienproduktion wurden allerdings durch den deutschen Einmarsch verhindert. Beim Herannahen der deutschen Verbände wurde der Prototyp von Paris nach Bordeaux gebracht, wo er später in einem Hangar verbrannte.

## Konstruktion
Die Roussel R.30 war ein Tiefdecker in überwiegender Metallkonstruktion, der von einem luftgekühlten 14-Zylinder-Sternmotor angetrieben wurde. Die Ruderflächen waren mit Stoff bespannt, das Fahrwerk wurde in die Tragflächen eingezogen. Der Pilot saß in einer verschließbaren Glaskanzel direkt oberhalb der Tragflächen.

## Technische Daten
| Kenngröße             | Daten Roussel R.30 (Prototyp)                                                 |
| --------------------- | ----------------------------------------------------------------------------- |
| Besatzung             | 1                                                                             |
| Länge                 | 6,10 m                                                                        |
| Spannweite            | 7,72 m                                                                        |
| Höhe                  | 2,10 m                                                                        |
| Flügelfläche          | 10 m²                                                                         |
| Flügelstreckung       | 6,0                                                                           |
| Leermasse             | 1030 kg                                                                       |
| Startmasse            | 1765 kg                                                                       |
| Höchstgeschwindigkeit | 520 km/h (in 6000 m Flughöhe)                                                 |
| Steiggeschwindigkeit  | 19 m/s                                                                        |
| Dienstgipfelhöhe      |                                                                               |
| Reichweite            | 1200 km                                                                       |
| Triebwerke            | ein luftgekühlter Sternmotor Gnôme-Rhône 14M7, 690 PS (507 kW)                |
| Bewaffnung            | zwei 20-mm-Kanonen Oerlikon AS, später Hispano-Suiza HS.404 eine 250-kg-Bombe |